# Bavaria Germanair
 (juin 2025).
Si vous disposez d'ouvrages ou d'articles de référence ou si vous connaissez des sites web de qualité traitant du thème abordé ici, merci de compléter l'article en donnant les références utiles à sa vérifiabilité et en les liant à la section « Notes et références ».
Pour les articles homonymes, voir Bavaria.
Bavaria Germanair était une compagnie aérienne qui a vu le jour à la suite de la fusion de Bavaria Fluggesellschaft et Germanair le 1er janvier 1977.
Le principal domaine d'activité de la compagnie aérienne était l'exploitation de vols charters à partir d'aéroports allemands vers des destinations de vacances européennes. La compagnie aérienne a cessé ses activités et a perdu son identité distincte lorsqu'elle a fusionné en Hapag-Lloyd Flug le 1er janvier 1979, qui est devenue elle-même beaucoup plus tard partie de TUI fly Deutschland.